# Palata Brajković Martinović
Palata Brajković Martinović je palata peraškog bratstva (kazade) Brajković i afiliranih Martinovića.
Smještena je u Penčićima, uz stari put, zapadno od glavnog trga u Perastu. Gradnja datira u 17. vijek i vjerovatno je na tom mjestu prije bila stara kuća porodice Marković (kasnije Martinović), jer tu je natpis iz 1623. godine na kojem stoji da su palatu podigli sinovi Tripa Markovića, Vicko i njegova braća - iz kazade Čizmai. Prema brdu je kuća Tripa Kokolje.
Palata je dvospratnica i stilski pripada baroku. U visini prvog sprata je terasa, ispred fasade. Dva jednostavna portala i prozor nalaze se u dnenom dijelu terase. Iznad desnog portala nalazi se natpis, a poviše njega grb kazade Čizmai. Na prvom spratu nalazio se salon čiji je interijer dekorisan na kraju XIX vijeka, u stilu Napoleona II. Ovaj salon jedini je od salona peraških palata koji je sasvim sačuvan s izvornom dekoracijom i namještajem.
Na drugom spratu je balkon. Nekad se pružao duž cijelog pročelja. Ograde i terase i balkona danas su druge građe od nekadašnje. Danas su od lijevanog željeza, a u prošlistu su bile od kamenih balustara.
Raspored prostorija u palati je ostao kao što je bio po gradnji. Današnja namjena palate je stambena.
Uz palatu je „đardin”, sa visokim zelenilom i cvijećem. Pomorci su donijeli i primjerke flore dalekih zemalja kao spomenu na vezu s dalekim svijetom. Đardin ove palate i palate Visković najočuvaniji je u Perastu.

## Spoljašnje veze
- Montenegro Архивирано на веб-сајту  (16. јун 2016) Palace Brajkovic – Martinovic

42° 29′ 11.5″ N 18° 41′ 52.8″ E / 42.486528° С; 18.698000° И Координате: Параметар: "type=" треба бити "type:"